# Большой Тхач (природный парк)
Большой Тхач — природный парк регионального значения, расположенный в Майкопском районе Республики Адыгея. Создан Указом Президента Республики Адыгея № 244 от 8.10.1997 года. Площадь — 3705 га. В 1999 году наряду с другими охраняемыми природными территориями включен в состав объекта Всемирного природного наследия ЮНЕСКО«Западный Кавказ».
Режим охраны определён положением, утверждённым Кабинетом министров Республики Адыгея № 21 от 19 января 1998 года.
Ближайшим населенным пунктом на территории Адыгеи является село Новопрохладное, со стороны Краснодарского края — поселок Узловой.

## Состав и границы природного парка
Территория природного парка включает 50-й, 68-й, 70-й, 86-й, 94-й, 95-й, 98-й, 99-й, 100-й, 103-й, 104-й, 105-й, 106-й, 107-й, 108-й, 109-й, 110-й, 111-й, 112-й, 113-й кварталы Новопрохладненского участкового лесничества Гузерипльского лесничества.
Восточная граница природного парка начинается в месте пересечения 70-го квартала Новопрохладненского лесничества и административной границы Мостовского района Краснодарского края. Далее границы природного парка идет по административной границе между Республикой Адыгеей и Краснодарским краем до границ территории Кавказского заповедника в 113-м квартале Новопрохладнеского участкового лесничества.
Южная часть природного парка граничит с Кавказским заповедником.
Западная часть природного парка граничит с 102-м, 97-м, 93-м, 92-м, 85-м, 67-м, 48-м, 49-м кварталами Новопрохладненского участкового лесничества.
Северная часть природного парка граничит с 69-м и 51-м кварталами Новопрохладненского участкового лесничества.
Природный парк расположен в средней и верхней части долины реки Большой Сахрай, охватывает западные склоны, первый отрог и часть плато горы Большой Тхач, восточные склоны Слесарного хребта, верховье рек Малый Сахрай, Афонка и Слесарня. Высшая точка природного парка - гора Западный Ачешбок, расположена в южной части парка. Наиболее известным географическим объектом на территории природного парка является гора Большой Тхач, высотой 2368 метров. Также широко известны такие природные объекты как гора Малый Тхач, скала Колокольня, скала Афонка, гора Слесарня, поляна Шестакова.
Состав территорий, вошедших в состав природного парка, и описание его границ определены указом президента Республики Адыгея о создании парка. При этом в Указе была указана не совсем точная площадь парка — 3700 га. В дальнейшем, в 1998 году, при утверждении положения о природном парке, эти данные были уточнены и площадь парка указана в размере 3705 га.

## Растительный и животный мир
В парке «Большой Тхач» растут дуб, бук, клён, сосна, береза, редкий тис ягодный, возраст местной пихты может достигать 700 лет. Широко распространены такие растения как чабрец, дриада кавказская, прострел албанский, плаун альпийский, рододендрон кавказский и прочие. Здесь можно встретить медведей, волков, лис, серн, шакалов, туров, зубров, косулей и прочих млекопитающих. Особенно интересна орнитофауна природного парка. Здесь гнездятся такие краснокнижные виды, как сип белоголовый (лат. Gyps fulvus), сапсан (лат. Falco peregrinus), полуошейниковая мухоловка (лат. Ficedula semitorquata), кавказский тетерев (лат. Lyrurus mlokosiewiczi), бородач (лат. Gypaetus barbatus).

## Туризм
Природный парк «Большой Тхач» является популярным рекреационным объектом, его территория активно используется для туризма. В прежние годы по территории природного парка проходил конный туристический маршрут от турбазы «Романтика». В природном парке построено несколько приютов (балаганов) - туристических деревянных домиков на несколько человек, так же можно вставать на ночлег палаточным лагерем.

## Галерея

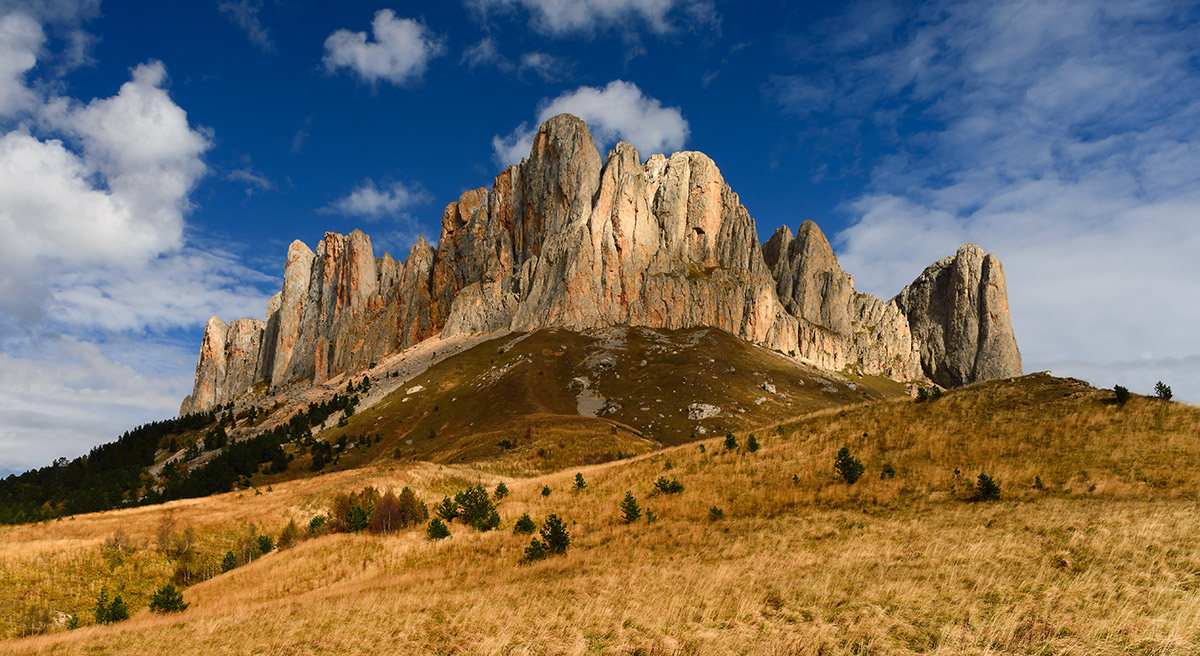
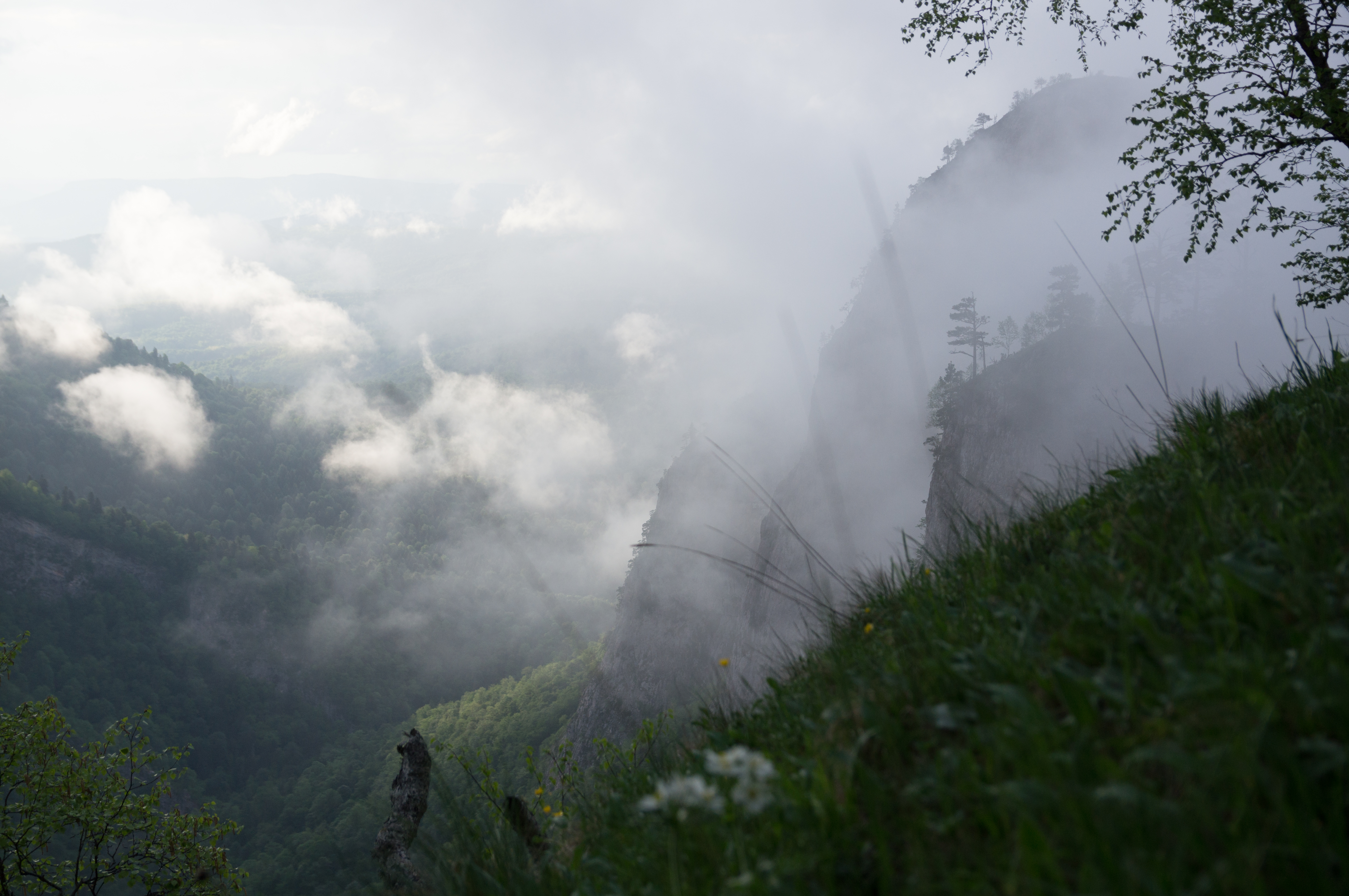
Верховья реки Ходзь, восточная граница парка Тхач.
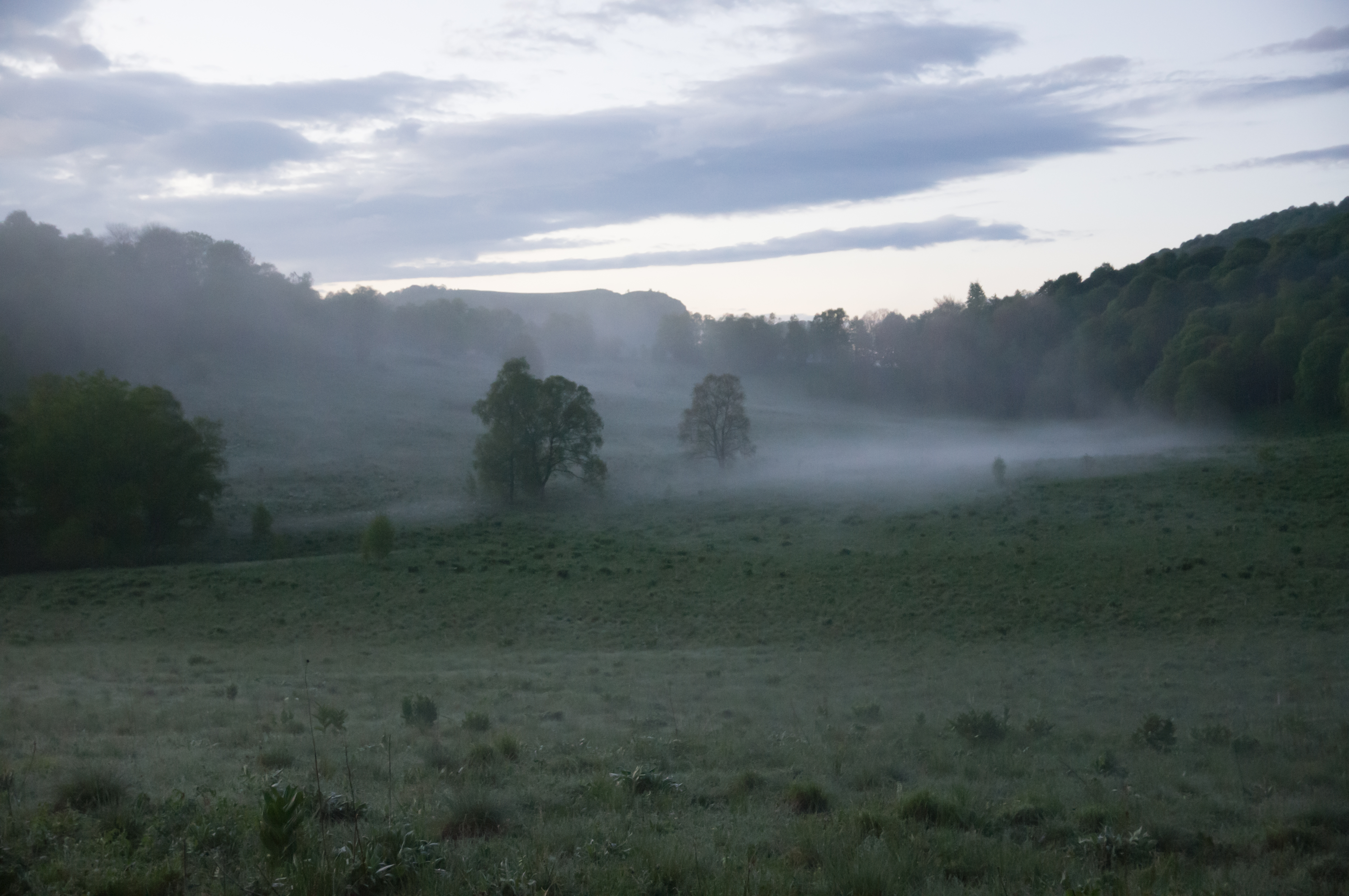
Каньон реки Ходзь на рассвете.
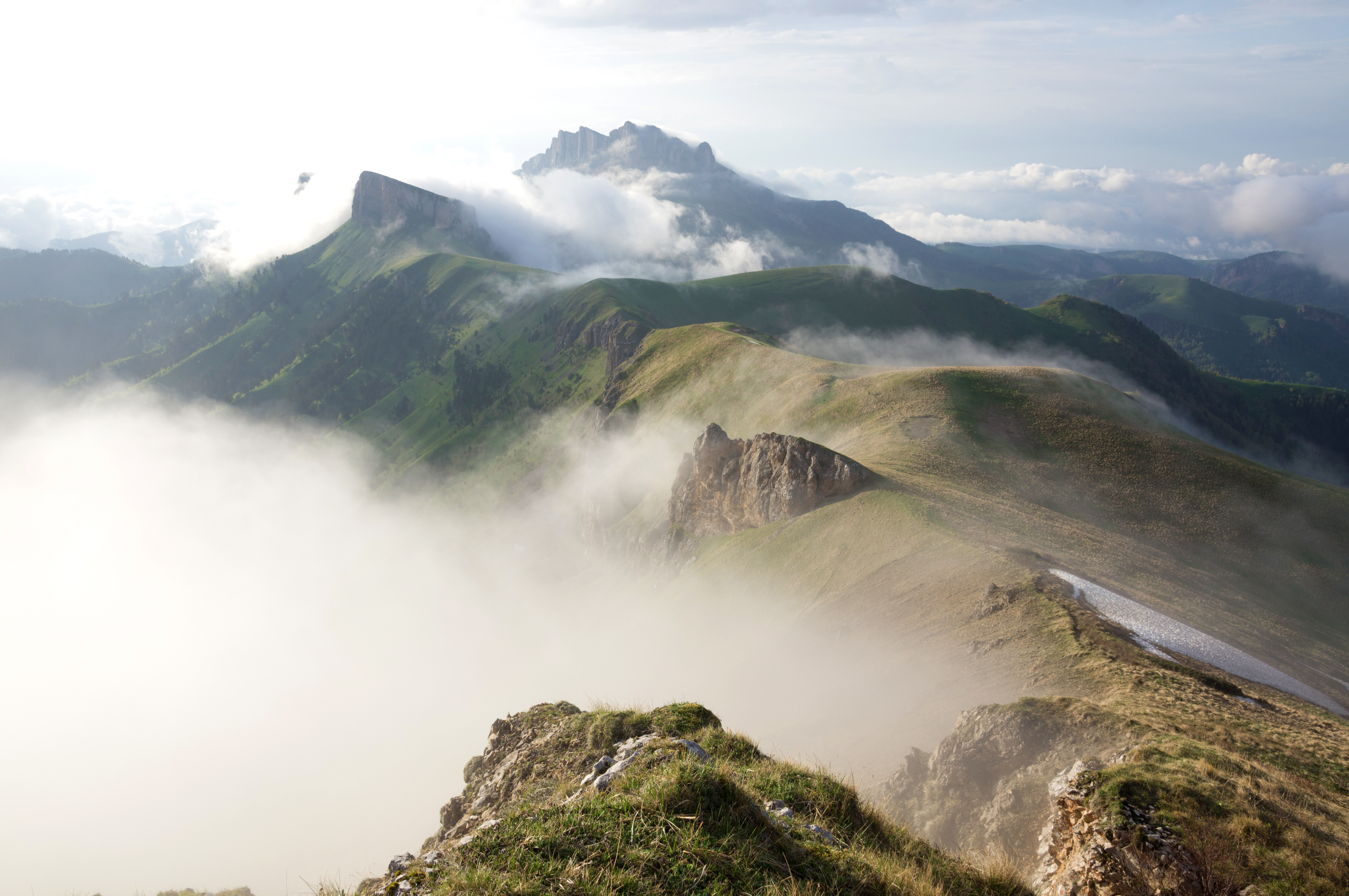
Гора Тхач в облаках.
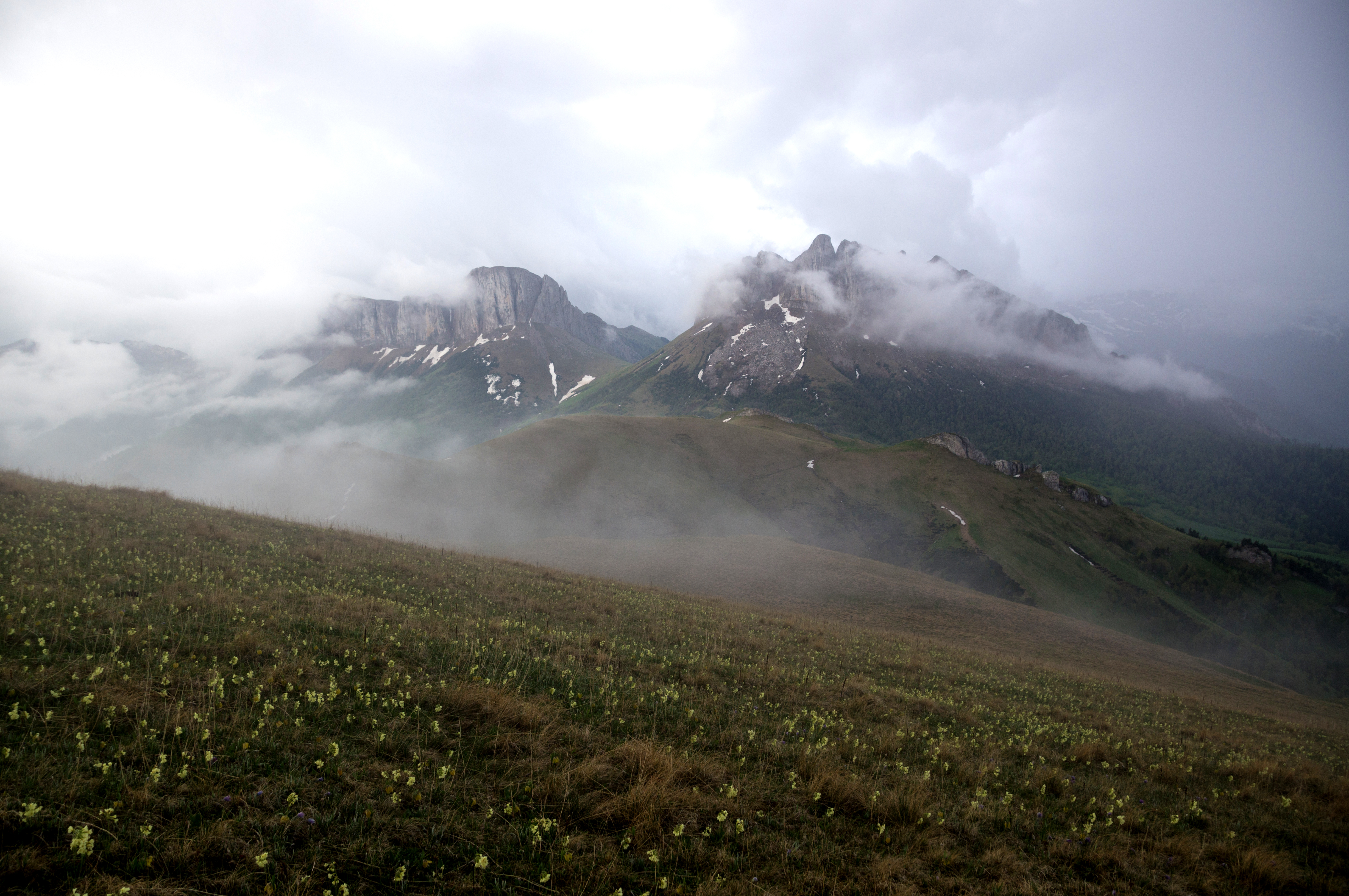
Гора Ачешбок в облаках.
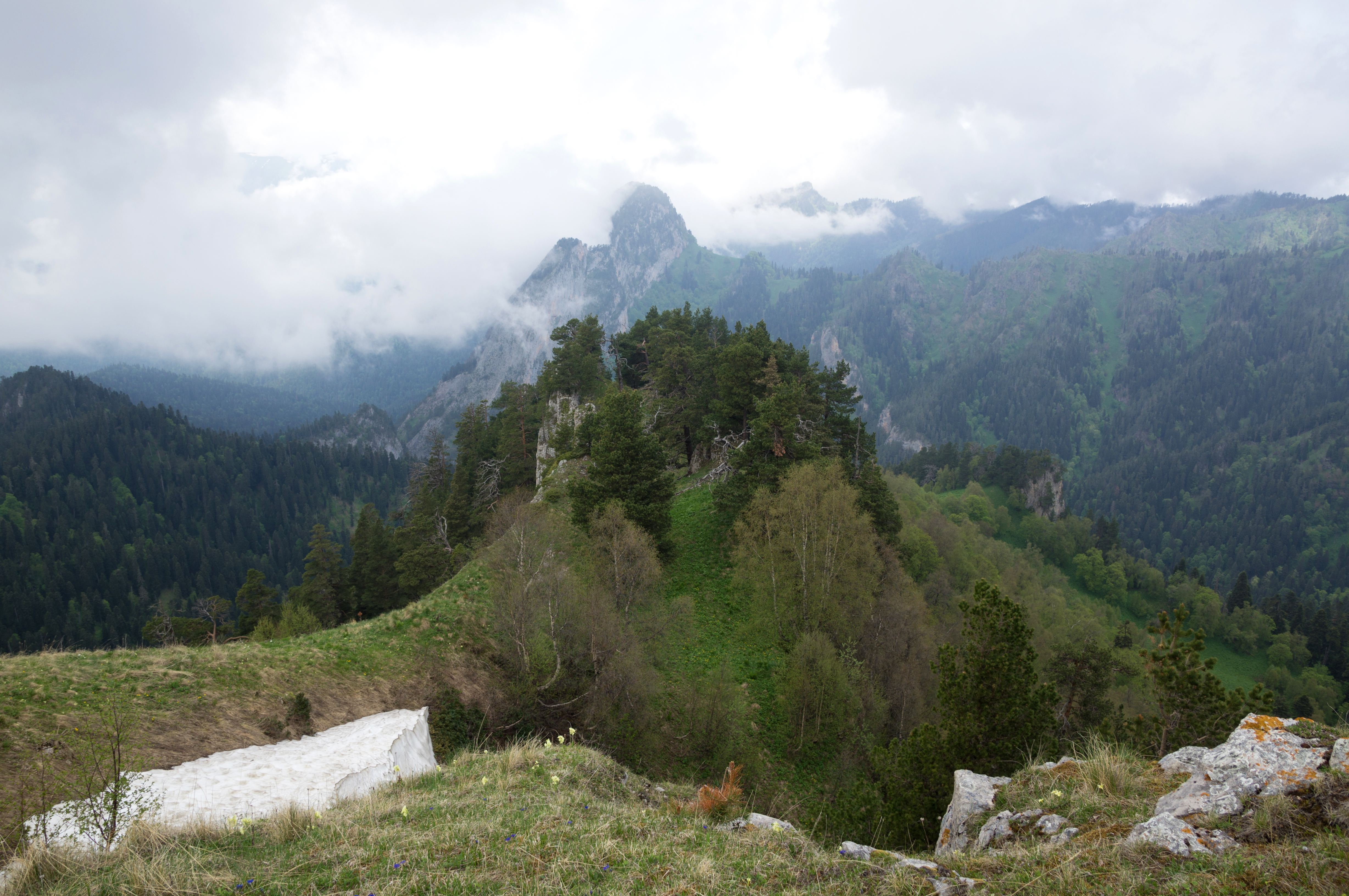
Гора Афонка/Слесарная.
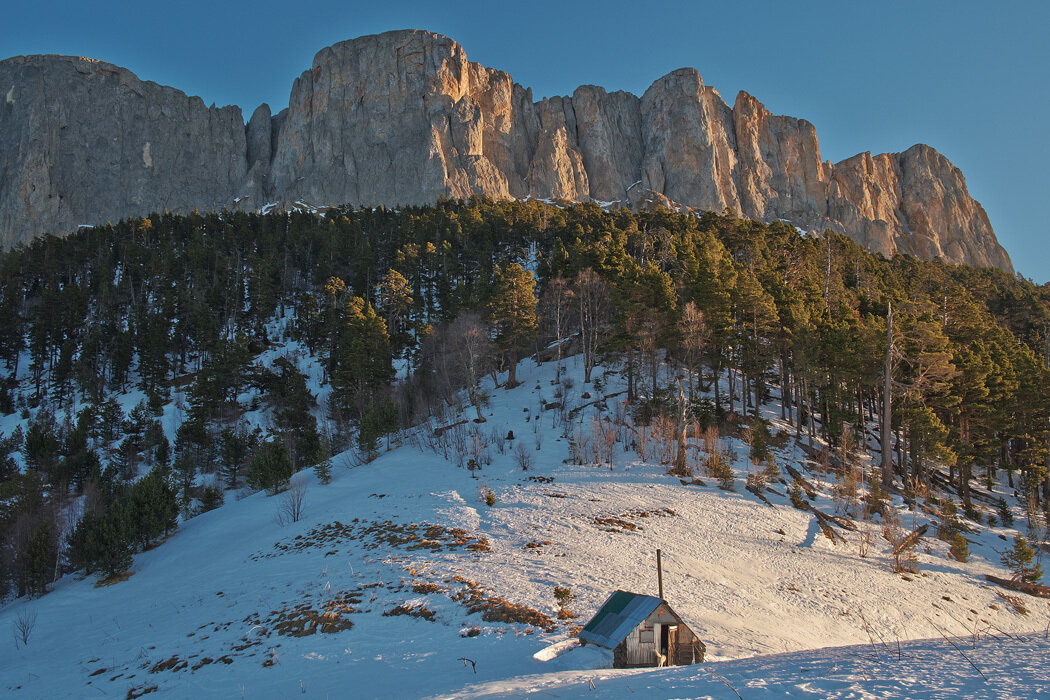
Балаган Ветренный у подножья Большого Тхача
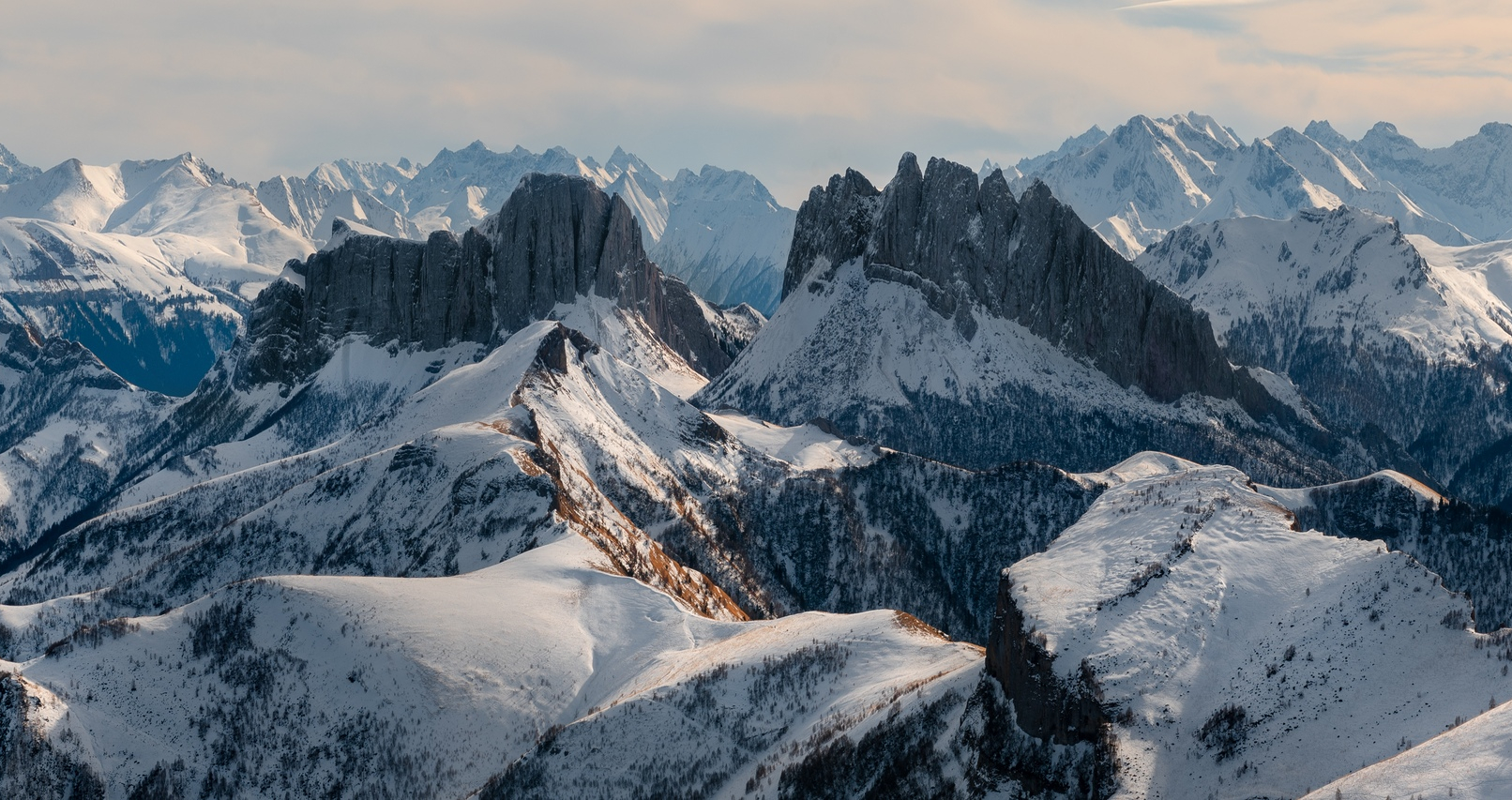
Восточный и Западный Ачешбоки